# Ora che ho bisogno di te
Ora che ho bisogno di te è un singolo di Fausto Leali interpretato insieme a Luisa Corna, pubblicato nel febbraio 2002 dall'etichetta discografica Sony.

## Il brano
Il brano è stato scritto da Vladi Tosetto, Fabrizio Berlincioni e Fausto Leali ed è stato presentato dai due artisti al Festival di Sanremo 2002, senza però piazzarsi sul podio, ma arrivò al 4º posto. Durante la manifestazione canora è stato avanzato il dubbio che la canzone potesse essere troppo simile a Do That to Me One More Time, brano degli anni settanta dei Captain & Tennille.
Particolare interesse ha suscitato la partecipazione a Sanremo al fianco di Leali di Luisa Corna, in quel periodo conosciuta prevalentemente come conduttrice televisiva e showgirl ma con esperienze musicali passate.
La canzone è stata inserita nell'album di inediti di Fausto Leali Secondo me... io ti amo, uscito contemporaneamente alla partecipazione dal Festival.

## Tracce
1. Ora che ho bisogno di te – 4:25

## Classifiche
| Classifica (2002) | Posizione massima |
| ----------------- | ----------------- |
| Italia            | 34                |